# Laeliocattleya pernambucensis
Laeliocattleya pernambucensis är en orkidéart som först beskrevs av Lou Christian Menezes, och fick sitt nu gällande namn av Julian Mark Hugh Shaw. Laeliocattleya pernambucensis ingår i släktet Laeliocattleya och familjen orkidéer. Inga underarter finns listade i Catalogue of Life.